# Zöldhasú amazília
A zöldhasú amazília (Saucerottia viridigaster) a madarak osztályának sarlósfecske-alakúak (Apodiformes) rendjébe és a kolibrifélék (Trochilidae) családjába tartozó faj.

## Rendszerezése
A fajt Jules Bourcier francia ornitológus írta le 1843-ban, a Trochilus nembe Trochilus viridigaster néven. Sorolták az Amazilia nembe Amazilia viridigaster néven is.

## Alfajai
- Amazilia viridigaster iodura (Reichenbach, 1854)
- Amazilia viridigaster viridigaster (Bourcier, 1843)[2]

## Előfordulása
Dél-Amerika északnyugati részén, az Andokban, Kolumbia, és Venezuela területén honos, de Brazília és Guyana is szerepel egyes szervezeteknél. Természetes élőhelye szubtrópusi vagy trópusi száraz erdők, síkvidéki és hegyi esőerdők, cserjések, valamint ültetvények és másodlagos erdők. Állandó, nem vonuló faj.

## Megjelenése
Testhossza 9 centiméter.

## ÉLetmódja
Nektárral és kisebb rovarokkal táplálkozik.

## Természetvédelmi helyzete
Az elterjedési területe elég nagy, egyedszáma ugyan csökken, de még nem éri el a kritikus szintet. A Természetvédelmi Világszövetség Vörös listáján nem fenyegetett fajként szerepel.